# Mount Dean
Mount Dean ist ein 1620 m hoher Berg in der antarktischen Ross Dependency. Er ragt 3 km nordöstlich des Mount Belecz am nordöstlichen Ende der Quarles Range auf.
Wahrscheinlich sichtete ihn zuerst die fünfköpfige Gruppe um den norwegischen Polarforscher Roald Amundsen während dessen Südpolexpedition (1910–1912). Eine erste Kartierung erfolgte anhand von Vermessungen und Luftaufnahmen der US-amerikanischen Byrd Antarctic Expedition (1928–1930). Das Advisory Committee on Antarctic Names benannte ihn 1967 nach Jesse D. Dean, Meteorologe auf der Amundsen-Scott-Südpolstation im antarktischen Winter 1962.